# 桂一雅
桂 一雅（かつら かずまさ、1970年10月31日 - ）は、日本の男性声優。大沢事務所所属。東京都出身。

## 人物
以前は銀プロダクション、RME、プロダクション・エース、オフィスPACに所属していた。
2025年2月28日、同年3月31日付でオフィスPACが事業停止することに伴い、大沢事務所に移籍。
趣味はポタリング、ジオラマ鑑賞。

## 出演

### テレビアニメ
2012年
- これはゾンビですか? オブ・ザ・デッド（警官）

2013年
- ブラッドラッド（ナワバリヤブリ）

2014年
- クレヨンしんちゃん（2014年 - 2022年、川岸の男性、客B、チョンマゲ団部下B、執事）
- 桜Trick（恵の父）
- しまじろうのわお!（ジジ）
- トライブクルクル（園長）
- ドラえもん（テレビ朝日版第2期）（2014年 - 2019年、ジャイ王、青果店主、店主、八百屋さん）
- 忍たま乱太郎（2014年 - 2022年、厚井玉郎〈4代目〉、ドクタケ忍者、近所の人 他）
- ハマトラ（犯人）
- マケン姫っ!通（工場長）
- LOVE STAGE!!（CM監督）

2015年
- 暗殺教室（寺井清）
- Go!プリンセスプリキュア（クロネコ）
- 純潔のマリア（商人頭、商人）

2016年
- 機動戦士ガンダムUC RE:0096（連邦兵）

2024年
- チ。-地球の運動について-（カミル）

2025年
- わたしの幸せな結婚（逓信大臣）

### 劇場アニメ
- クレヨンしんちゃん 激突! ラクガキングダムとほぼ四人の勇者（2020年、自衛官）

### OVA
- Fate/kaleid liner プリズマ☆イリヤ（2014年、男性教師） - 原作第4部コミックス第4巻オリジナルアニメ付きBD限定版

### ゲーム
- 痛快GANGAN行進曲（1994年、勝男[4]）
- ADKワールド（1995年、ラスプーチン[4]）
- ワールドヒーローズパーフェクト（1995年、ラスプーチン、ジャック・ザ・リッパー[4]）
- 押し出しジントリック（1996年、怪狼フェンリリル[4]、大蛇ヨルムンガント[4]、悪神ロキ[4]）
- QUAKEWARS（2007年、地球人、宇宙人）
- パチンコ ガーリーパイレーツ2（2008年、シャーク団）
- Shogun2（2011年、侍隊長、侍武将）
- Fallout 4（2015年、ストロング[9]）
- ワールドフリッパー（2019年、画凶老人Z）
- ドラゴンクエストX いばらの巫女と滅びの神 オンライン（ウッチェロ、リビングデッド[10]）
- レゴ スター・ウォーズ：スカイウォーカー・サーガ（2022年）

### 吹き替え

#### 映画
- アースフォール 地球壊滅
- 愛と青春の旅だち（バイロン・メイヨー〈ロバート・ロッジア〉）※VOD版
- アウトポスト37（スピアーズ）
- アメリカン・ハッスル
- キャプテン・アメリカ:ブレイブ・ニュー・ワールド（ペイユモ〈アラン・ボーエル〉[11]）
- キラー・エリート（フィッツ）
- コーチ・ラドスール 無敵と呼ばれた男（テリー〈マイケル・チクリス〉）
- ゴーン・ガール
- ザ・ベイ（ジム）
- ザ・リターン（トニー・ダーロウ、マスクの男）
- 三銃士/王妃の首飾りとダ・ヴィンチの飛行船
- ジャックとジル
- 親愛なるきみへ
- スノーホワイト/氷の王国（主人）
- ダイ・ハード/ラスト・デイ
- デアデビル（ファーナム）
- ドム・ヘミングウェイ
- her/世界でひとつの彼女（テキスト音声〈男〉）
- バトル・オブ・バミューダトライアングル（デステーノ大統領〈ジョン・サヴェージ〉）
- ハングオーバー・ゲーム（リーアム〈ロバート・ワグナー〉）
- ビザンチウム（ルヴェン〈ジョニー・リー・ミラー〉）
- フィフス・エステート/世界から狙われた男（サム・コルソン〈アンソニー・マッキー〉）
- ブラックホール（マックス・サリンジャー〈トリート・ウィリアムズ〉）
- マラヴィータ（ディ・チッコ）
- メン・イン・ブラック3（ダグラス・クロスビー）
- ライフ・アフター・ベス
- リベンジ・ファイト（カビー〈ルイス・ゴセット・ジュニア〉）
- ローン・レンジャー（レンジャー）

#### ドラマ
- 蒼のピアニスト（ルイ）
- NCIS 〜ネイビー犯罪捜査班
- エレメンタリー ホームズ&ワトソン in NY
- お願い、キャプテン（チェ・ダルホ）
- 項羽と劉邦 King's War（蕭何）
- 孔子（曼父）
- CSI:科学捜査班12
- 水滸伝（李逵、王英）
- ダ・ヴィンチ・デーモン（ローマ教皇シクストゥス4世）
- デアゴスティーニ 名探偵ポワロ「マギンティー夫人は死んだ」（レンデル）
- バーナビー警部（警官）
- 薔薇の名前（修道院長〈マイケル・エマーソン〉[12]）
- パワーレンジャー SAMURAI（ファーカス“バルク”バルクマイヤー〈ポール・シュリアー〉、ボルプス、トゥーヤ）
  - パワーレンジャー SUPER SAMURAI（ファーカス“バルク”バルクマイヤー〈ポール・シュリアー〉）
- ボスを守れ
- 負けたくない!（ウジン）
- 屋根部屋のプリンス

#### アニメ
- アドベンチャー・タイム
- アナと雪の女王（スペインの高官）
- ベイマックス（ロボット・ファイト場の男性）

#### ドキュメンタリー
- シェフのテーブル（トニー・ナカヤマ）

#### 日本映画
- テルマエ・ロマエII（ローマ人の声）

### ボイスオーバー
- 日テレG+／ザ・チャレンジ アメリカズカップへの道
- ナショナルジオグラフィック
- 南部アフリカを行く
- 大自然の王者達 サメ / パンダ / クジラPt.2 / ジャガー / クズリ
- アニマルホスピタルPt.4（ジェームス獣医師）
- 巨大津波の来襲
- DNA Pt.2
- 潜水艦
- 検証 アトランティスは南米にある?
- ニックベイカー 探求の旅
- マーサ・スチュワート・リビング

### ナレーション
- 2007年東京ゲームショウバンダイブース：販促ナレーション
- アントニオ猪木と言う名のパチスロ VPナレーション
- フロムA 社内プレゼン用VP
- アルシオン選手グラフティ（AKINO選手、藤田愛選手）